# Aprey
Aprey ist eine französische Gemeinde im Département Haute-Marne in der Region Grand Est. Sie gehört zum Arrondissement Langres und zum Kanton Villegusien-le-Lac. In der Gemeinde leben 189 Einwohner (Stand: 1. Januar 2022).

## Geografie
Aprey liegt etwa 38 Kilometer südsüdöstlich von Chaumont. Hier entspringt der Fluss Vingeanne. Umgeben wird Aprey von den Nachbargemeinden Flagey im Norden und Nordosten, Villiers-lès-Aprey im Osten und Süden, Aujeurres im Süden sowie Auberive im Westen.
Durch die Gemeinde führt die Autoroute A31.

## Bevölkerungsentwicklung
| Jahr                       | 1962 | 1968 | 1975 | 1982 | 1990 | 1999 | 2006 | 2019 |
| Einwohner                  | 212  | 205  | 185  | 199  | 171  | 188  | 190  | 187  |
| Quellen: Cassini und INSEE |      |      |      |      |      |      |      |      |

## Sehenswürdigkeiten

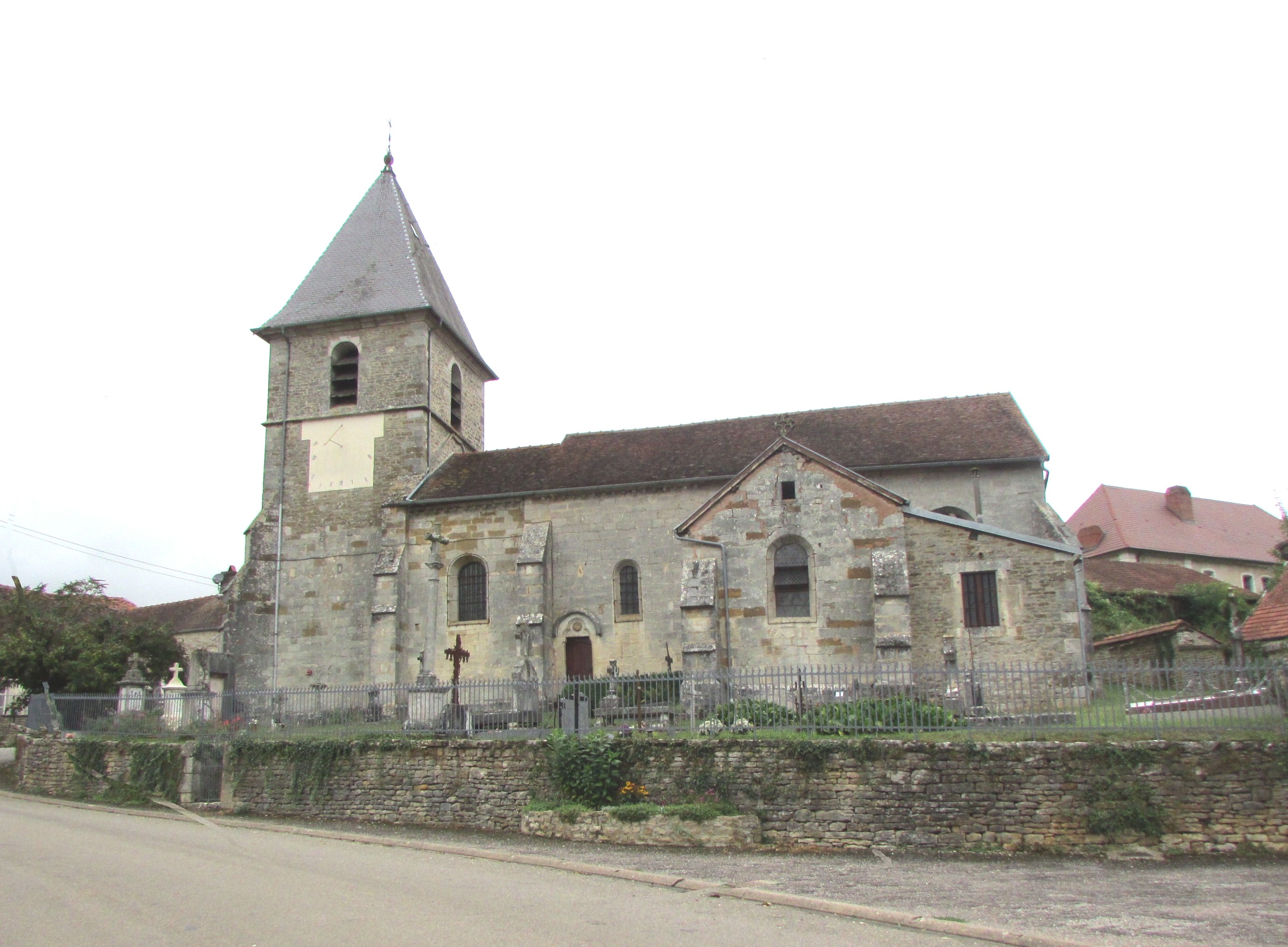
Kirche Saint-Bénigne
- Wassermühle
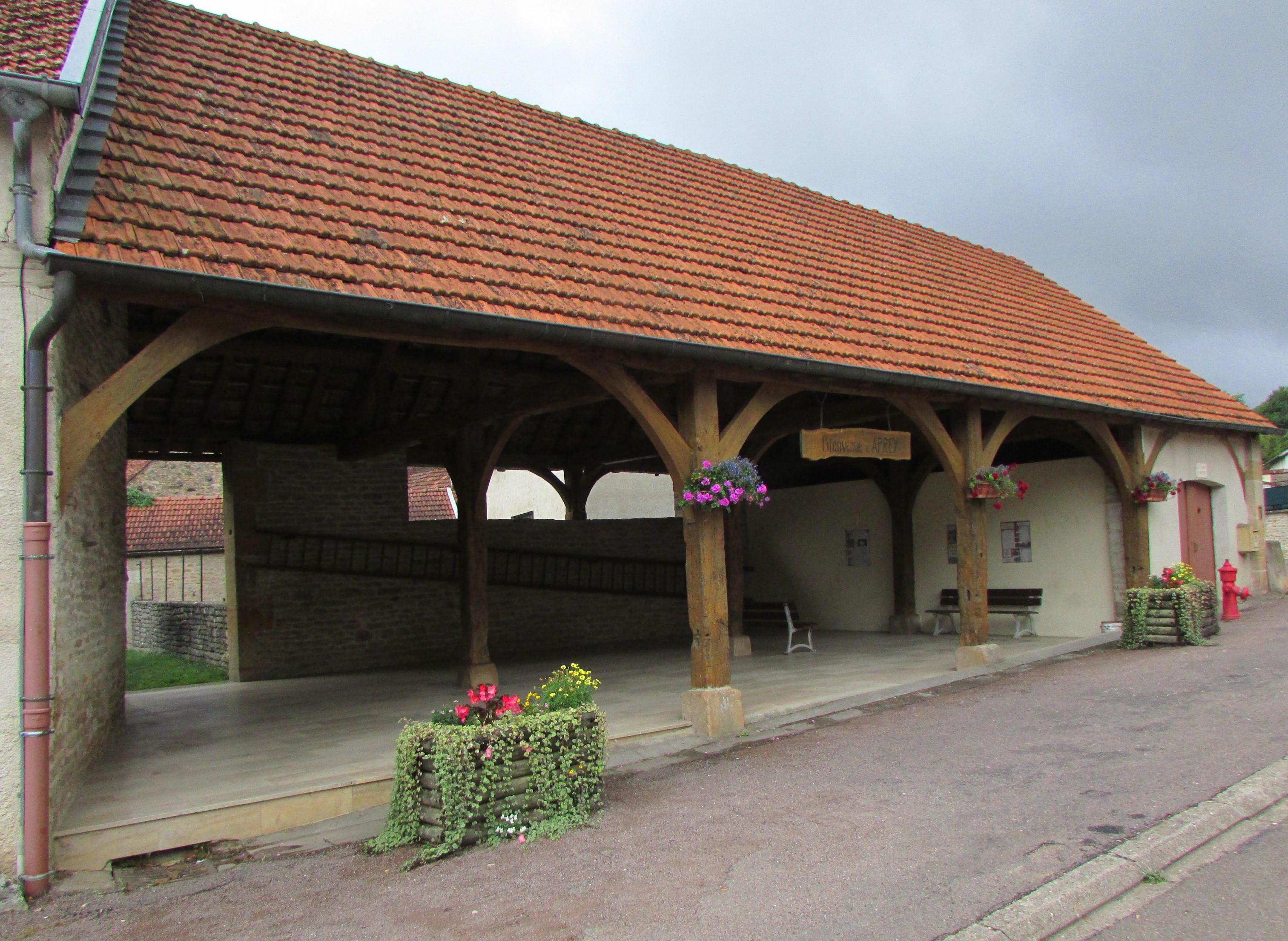
Markthalle
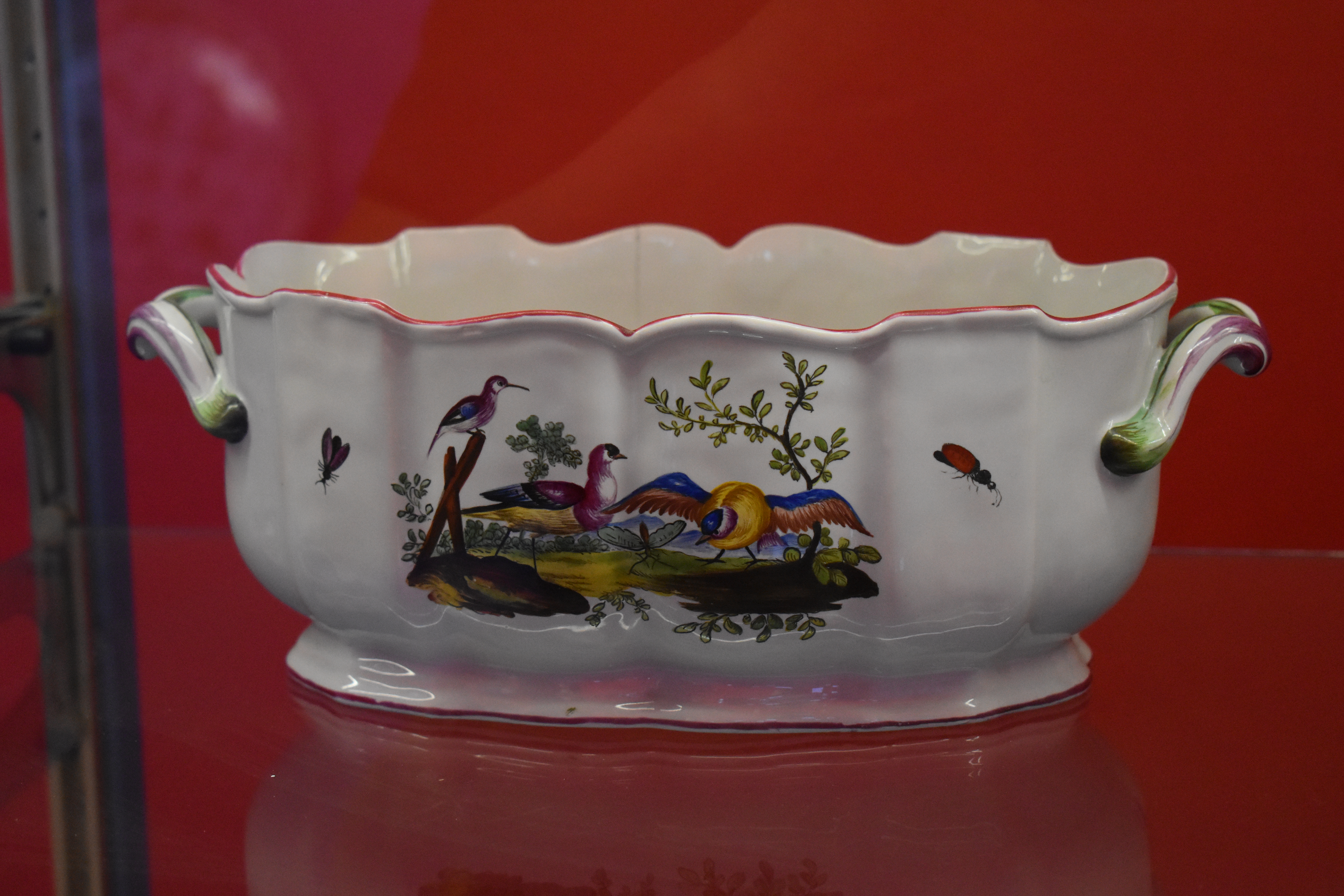
Fayence aus Aprey

- Fayencerie

- Kirche Saint-Bénigne
- Alte Markthalle
- Fayence aus Aprey